# Driedaagse van De Panne-Koksijde 2007
De Driedaagse van De Panne-Koksijde 2007 werd gehouden van dinsdag 3 april tot en met donderdag 5 april 2007 in Vlaanderen. De wedstrijd maakte deel uit van de Vlaamse Wielerweek en werd door veel renners gereden ter voorbereiding op de Ronde van Vlaanderen.

## Etappe-overzicht
| etappe | datum   | start       | finish   | afstand | winnaar         | klassementsleider |
| ------ | ------- | ----------- | -------- | ------- | --------------- | ----------------- |
| 1e     | 3 april | Middelkerke | Zottegem | 192 km  | Luca Paolini    | Luca Paolini      |
| 2e     | 4 april | Zottegem    | Koksijde | 227 km  | Daniele Bennati | Luca Paolini      |
| 3e A   | 5 april | De Panne    | De Panne | 119 km  | Gert Steegmans  | Luca Paolini      |
| 3e B   | 5 april | De Panne    | Koksijde | 11 km   | Stijn Devolder  | Alessandro Ballan |

## Etappe-uitslagen

### 1e etappe
| rang | renner            | land   | tijd       |
| ---- | ----------------- | ------ | ---------- |
| 1    | Luca Paolini      | Italië | 4u 30' 28" |
| 2    | Alessandro Ballan | Italië | z.t.       |
| 3    | Kevin Hulsmans    | België | op 11"     |

### 2e etappe
| rang | renner          | land      | tijd       |
| ---- | --------------- | --------- | ---------- |
| 1    | Daniele Bennati | Italië    | 5u 30' 32" |
| 2    | Graeme Brown    | Australië | z.t.       |
| 3    | Tomas Vaitkus   | Litouwen  | z.t.       |

### 3e etappe A
| rang | renner            | land   | tijd       |
| ---- | ----------------- | ------ | ---------- |
| 1    | Gert Steegmans    | België | 2u 33' 20" |
| 2    | Daniele Bennati   | Italië | z.t.       |
| 3    | Gabriele Balducci | Italië | z.t.       |

### 3e etappe B
| rang | renner          | land                | tijd   |
| ---- | --------------- | ------------------- | ------ |
| 1    | Stijn Devolder  | België              | 13'25" |
| 2    | David Millar    | Verenigd Koninkrijk | op 8"  |
| 3    | Vladimir Goesev | Rusland             | op 10" |

## Eindklassementen

### Algemeen klassement
| rang | renner             | land      | tijd      |
| ---- | ------------------ | --------- | --------- |
| 1    | Alessandro Ballan  | Italië    | 12u48'07" |
| 2    | Joost Posthuma     | Nederland | op 6"     |
| 3    | Bert Roesems       | België    | op 11"    |
| 4    | Serhij Matvjejev   | Oekraïne  | op 17"    |
| 5    | Vladimir Goesev    | Rusland   | op 38"    |
| 6    | Sébastien Rosseler | België    | op 45"    |
| 7    | Kevin Hulsmans     | België    | op 49"    |
| 8    | Markus Eichler     | Duitsland | op 54"    |
| 9    | Daniele Bennati    | Italië    | op 55"    |
| 10   | Gert Steegmans     | België    | op 1'06"  |

1977 · 1978 · 1979 · 1980 · 1981 · 1982 · 1983 · 1984 · 1985 · 1986 · 1987 · 1988 · 1989 · 1990 · 1991 · 1992 · 1993 · 1994 · 1995 · 1996 · 1997 · 1998 · 1999 · 2000 · 2001 · 2002 · 2003 · 2003 · 2004 · 2005 · 2006 · 2007 · 2008 · 2009 · 2010 · 2011 · 2012 · 2013 · 2014 · 2015 · 2016 · 2017 · 2018 · 2019 · 2020 · 2021 · 2022 · 2023 · 2024 · 2025

Lijst van beklimmingen